# 欧拉区
奧拉區（西班牙語：Distrito de Olá），是巴拿馬的一個行政區，位於該國中部，由科克萊省負責管轄，始建於1855年，面積385.7平方公里，2010年人口5,875，人口密度每平方公里15.23人。